# 117 a. C.
El año 117 a. C. fue un año del calendario romano prejuliano. En el Imperio romano, fue conocido como el año 637 Ab Urbe condita.

## Acontecimientos
- La provincia de Dalmacia al este del mar Adriático es atacada de nuevo por Roma.
- En Roma, son cónsules Lucio Cecilio Metelo Diademato y Quinto Mucio Escévola.

## Nacimientos
- Ptolomeo XII Auletes

## Fallecimientos
- Huo Qubing (Houo K'iu-ping), general chino, a su regreso de Mongolia.
- Sima Xiangru (Szu-ma Hsiang-Ju), poeta chino, autor de célebres Fu (poemas cantados).

- Datos: Q47451